# Extra Ecclesiam nulla salus

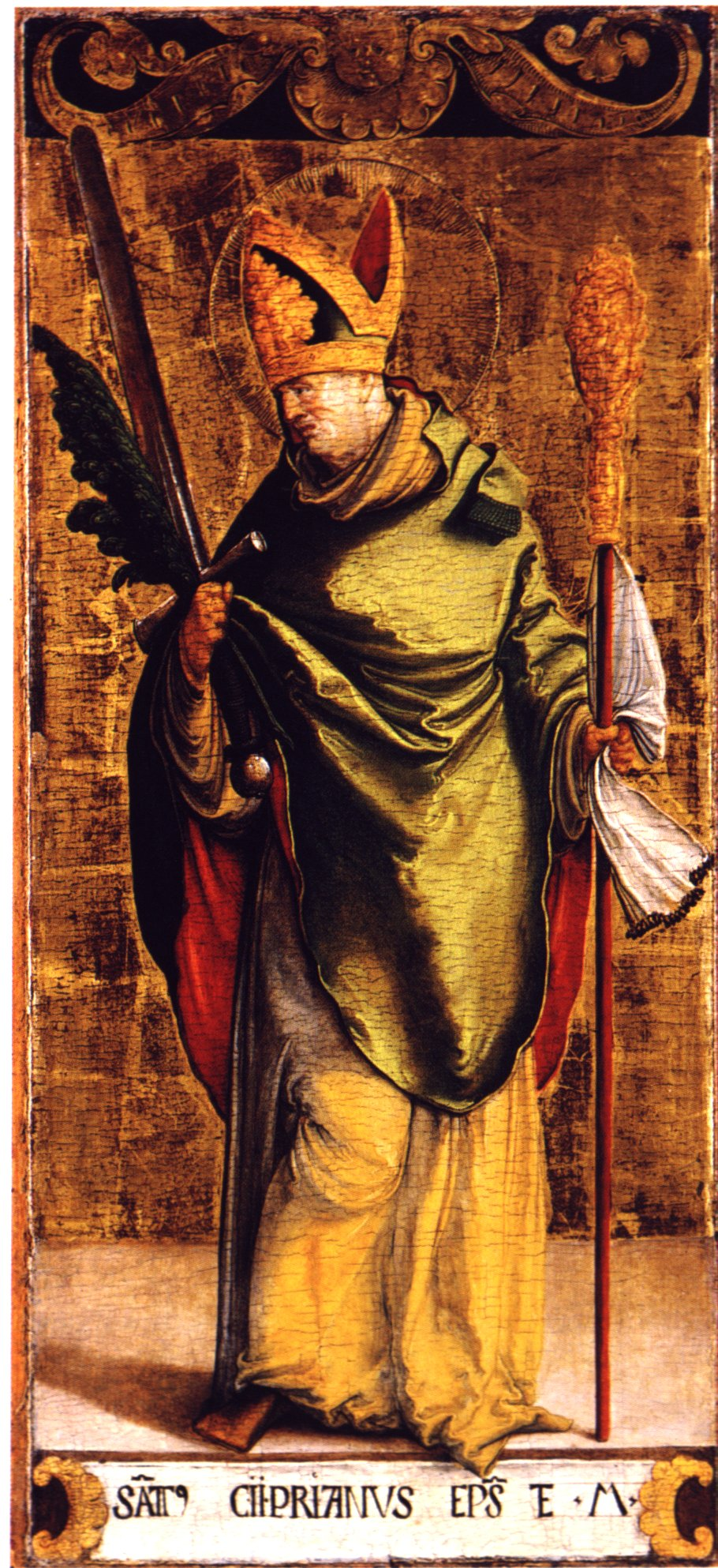
Święty Cyprian, autor formuły: Poza Kościołem nie ma zbawienia

Extra Ecclesiam nulla salus (w języku polskim: „poza Kościołem nie ma zbawienia”) – łacińska maksyma pochodząca z czasów patrystycznych, określająca na gruncie chrześcijańskim warunki osiągnięcia zbawienia, pojęcie teologiczne.

## Perykopa
Podstawą do rozważań o niemożliwości zbawienia poza Kościołem są słowa Jezusa, które według przekazu Marka zawarte były w jego wypowiedzi poprzedzającej wniebowstąpienie:

Kto uwierzy i przyjmie chrzest, będzie zbawiony; a kto nie uwierzy, będzie potępiony.

## Historia doktryny

### Ojcowie Kościoła
Interpretacji formuły jako aksjomatu nie można rozpatrywać w oderwaniu od historycznych uwarunkowań, mających wpływ na formowanie doktryny chrześcijańskiej. Cyprian z Kartaginy i równolegle Orygenes sformułowali tezę, która była odpowiedzią na ruchy schizmatyckie i herezje. Kwestia podejmowana była przez Ojców Kościoła: Ignacego Antiocheńskiego, Justyna, Klemensa z Aleksandrii i Augustyna z Hippony. Ten ostatni, rozwijając temat zbawienia przed nadejściem Mesjasza, zaprezentował odmienne i najbardziej radykalne stanowisko w stosunku do odrzucających Zbawiciela albo grzeszących przeciw jedności, odrywających się od Kościoła (Łk 12,47n). Mimo tego rozróżnienia Augustyn przyjmował fakt niemożliwości zdefiniowania granic Kościoła. Podejmowanie tematu nie wynikało z braku tolerancji, a z przekonania, że nie do pogodzenia jest pośrednictwo Jezusa Chrystusa w zbawieniu z Jego odrzuceniem czy nieznajomością po wcieleniu (łac. incarnatio). Analogicznie do przywoływanego z Biblii obrazu Kościół dla chrześcijan stał się synonimem Arki Noego (Rdz 6,7-9)(Mdr 10,4). Ponadto stanowisko Augustyna konstytuowało się pod wpływem sporu z pelagianami i formułowania doktryny o łasce, w którym Doktor Kościoła podkreślał nieoczywistość zbawienia nawet dla katechumenów oraz nieochrzczonych dzieci.

### Kościół katolicki
Aksjomat w 1215 roku znalazł swoje potwierdzenie w dokumentach IV soboru laterańskiego (DS 1,9) oraz bullach wydanych przez Sobór florencki Cantate Domino i Bonifacego VIII Unam Sanctam. W okresie wielkich odkryć geograficznych temat powrócił i stał się przedmiotem ponownych analiz, w których nie kwestionowano brzmienia formuły, a pojęcie granic Kościoła. Rzecznikami radykalnego podejścia byli Robert Bellarmin i Cornelius Jansen. Oświecenie przyniosło pogląd, iż formułę należy odrzucić ze względu na jej elitarny charakter. Interpretację formuły opublikowano w dokumentach Stolicy Apostolskiej papieży Piusa IX (encyklika Quanto conficiamur moerore z 1863 r.) i Piusa XII (Mystici Corporis z 1943 r.). Extra Ecclesiam nulla salus określa ścisły związek między dostąpieniem łaski zbawienia, a mistycznym Ciałem Jezusa, jak określany jest w teologii Kościół założony przez Jezusa Chrystusa (KKK 792), czy to przez przynależność do wspólnoty religijnej, czy też w braku znajomości historii objawienia i Odkupienia przez godne życie w łączności duchowej z uosabianymi przez Zbawiciela ideałami (LG 14). Żadne bowiem kryteria nie mogą określić i zdefiniować granic miłosierdzia Bożego, tak więc nie dotyczy to bez własnej winy nieznających Chrystusa i Kościoła „anonimowych chrześcijan” (1 Tm 2,4)(KKK 847). Warunkiem zbawienia jest bowiem współdziałanie człowieka z wolą zbawczą Boga (łac. voluntas salvifica). 
Ostatecznie ujęcie bona fides w kontekście Extra Ecclesiam nulla salus oraz definicji przynależności do Kościoła wyrażone przez Sobór watykański II w Konstytucji dogmatycznej o Kościele Lumen Gentium (por. LG 16) znalazło odzwierciedlone w Katechizmie Kościoła Katolickiego

(...) Sobór święty... opierając się na Piśmie świętym i Tradycji, uczy, że ten pielgrzymujący Kościół konieczny jest do zbawienia. Chrystus bowiem jest jedynym Pośrednikiem i drogą zbawienia, On, co staje się dla nas obecny w Ciele swoim, którym jest Kościół; On to właśnie podkreślając wyraźnie konieczność wiary i chrztu, potwierdził równocześnie konieczność Kościoła, do którego ludzie dostają się przez chrzest jak przez bramę. Nie mogliby więc zostać zbawieni ludzie, którzy wiedząc, że Kościół założony został przez Boga za pośrednictwem Chrystusa jako konieczny, mimo to nie chcieliby bądź przystąpić do niego, bądź też w nim wytrwać. Stwierdzenie to nie dotyczy tych, którzy bez własnej winy nie znają Chrystusa i Kościoła. (por. KKK 846-847)

W 2000 r. Kongregacja Nauki Wiary wydała dokument Dominus Iesus, który – mimo iż za II Soborem watykańskim powtarza, iż Kościół Chrystusa trwa (łac. subsistit in) w Kościele katolickim (Dz 4,12) – spotkał się z krytyką wewnątrz Kościoła przez tradycjonalistów, którzy za Hilarym z Poitiers i IV soborem laterańskim, przyjmując formułę za dogmat, wykluczają inne niż literalne traktowanie przyjętych zapisów, a także przez uczestniczących w dialogu ekumenicznym m.in. za określenie w dokumentach „wspólnoty kościelne”. Zarzut zredukowania chrześcijaństwa wyłącznie do jego aspektu humanistycznego sformułował Hans Urs von Balthasar.